# Lauffen (Ettikon)

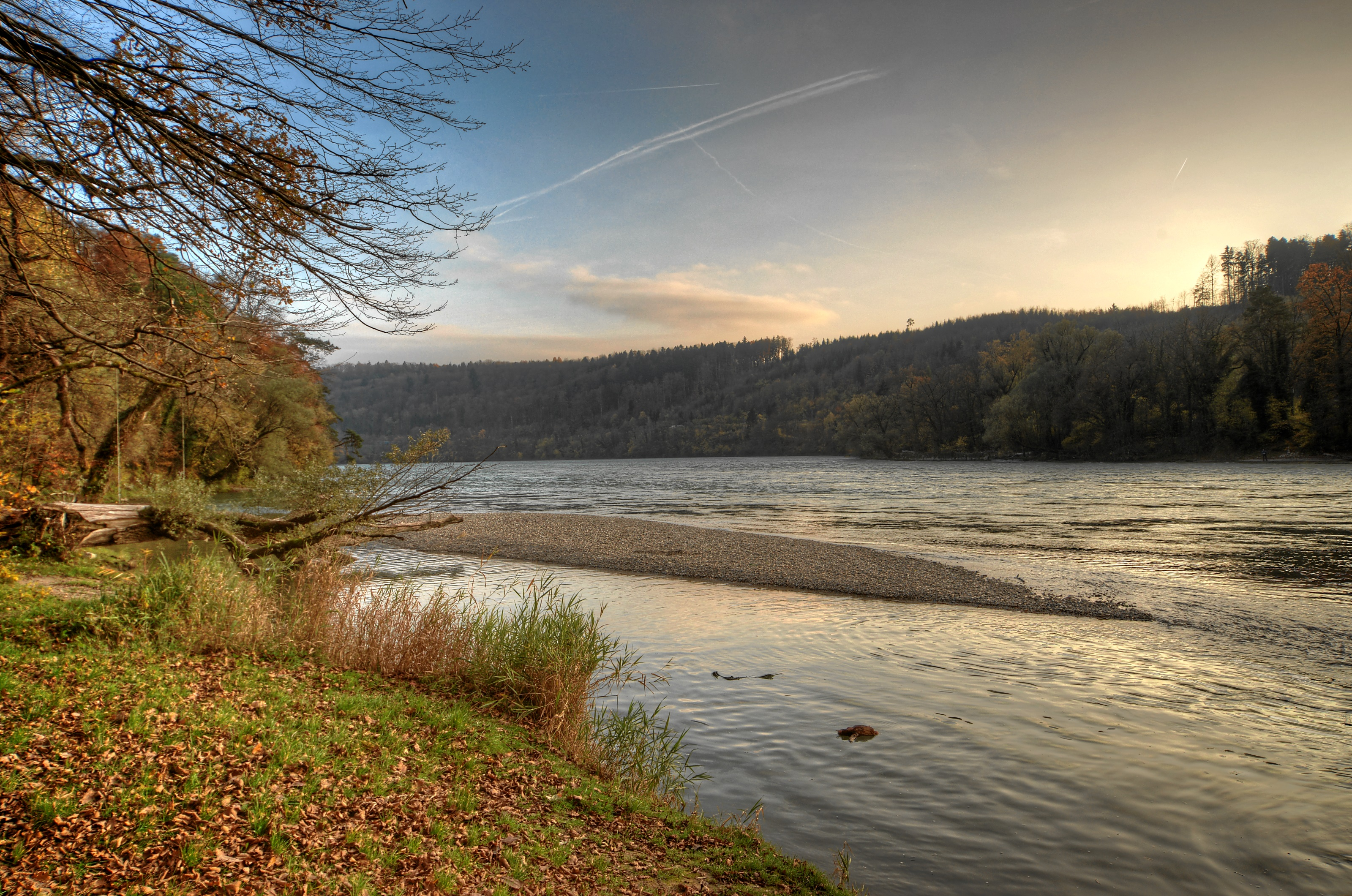
Blick rheinaufwärts vom deutschen Ufer aus

Der Lauffen bei Ettikon auch Ettikoner Lauffen, historisch und vor Ort: Ettikoner Laufen; in der Schweiz zumeist Koblenzer Lauffen und im Vergleich zum Rheinfall (Grosser Lauffen) und zum Kleinen Lauffen bei Laufenburg auch Mittlerer Lauffen, früher auch Schiessen oder Schussen genannt, ist eine Stromschnelle im Hochrhein auf der Gemarkung Küssaberg nahe der Stadt Waldshut-Tiengen und der Schweiz bei Koblenz im Aargau. Für seine Erhaltung setzte sich der Rheinaubund ein.

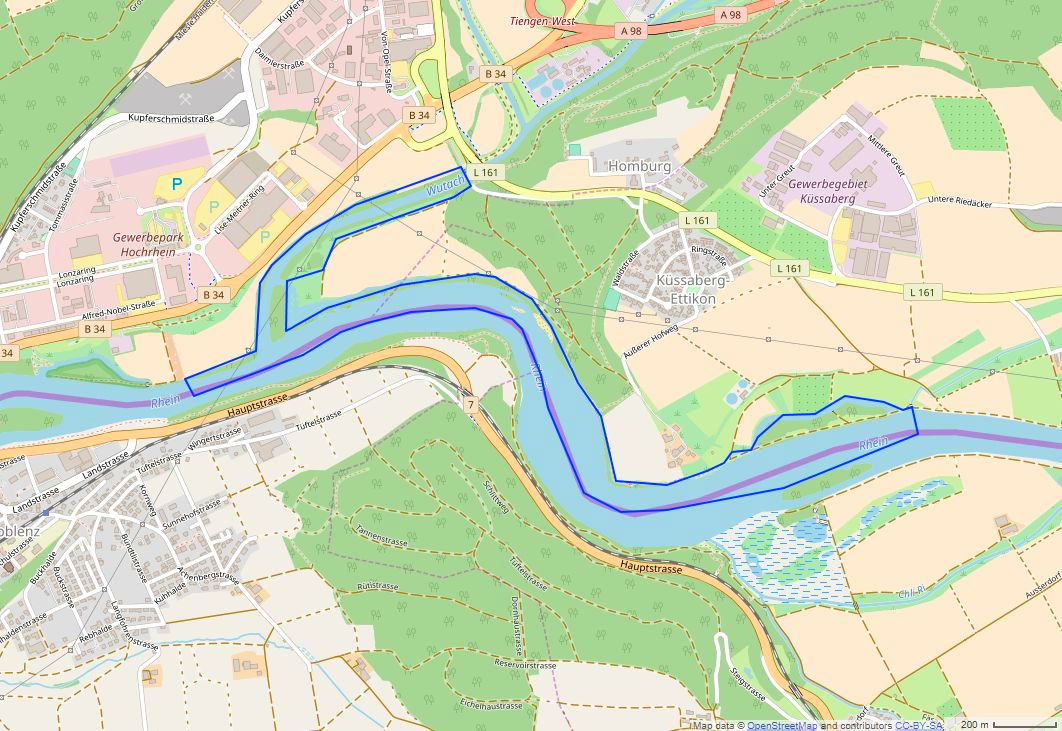
Naturschutzgebiet um den Lauffen bis zur Wutachmündung

## Benennung, Geologie und Lage
Benannt ist die Stromschnelle deutscherseits nach dem nahe gelegenen Ettikon, ursprünglich einem einzelnen Hof, später mit Arbeitersiedlung auf dem Gelände und somit Ortsteil von Kadelburg in der Gemeinde Küssaberg. Der Rhein weist in diesem Abschnitt ein Gefälle von etwa 2,32 ‰ auf, das Maximum dürfte etwas höher liegen. Crinoidenkalkbänke durchziehen das Gestein.
→Mettauer Überschiebung

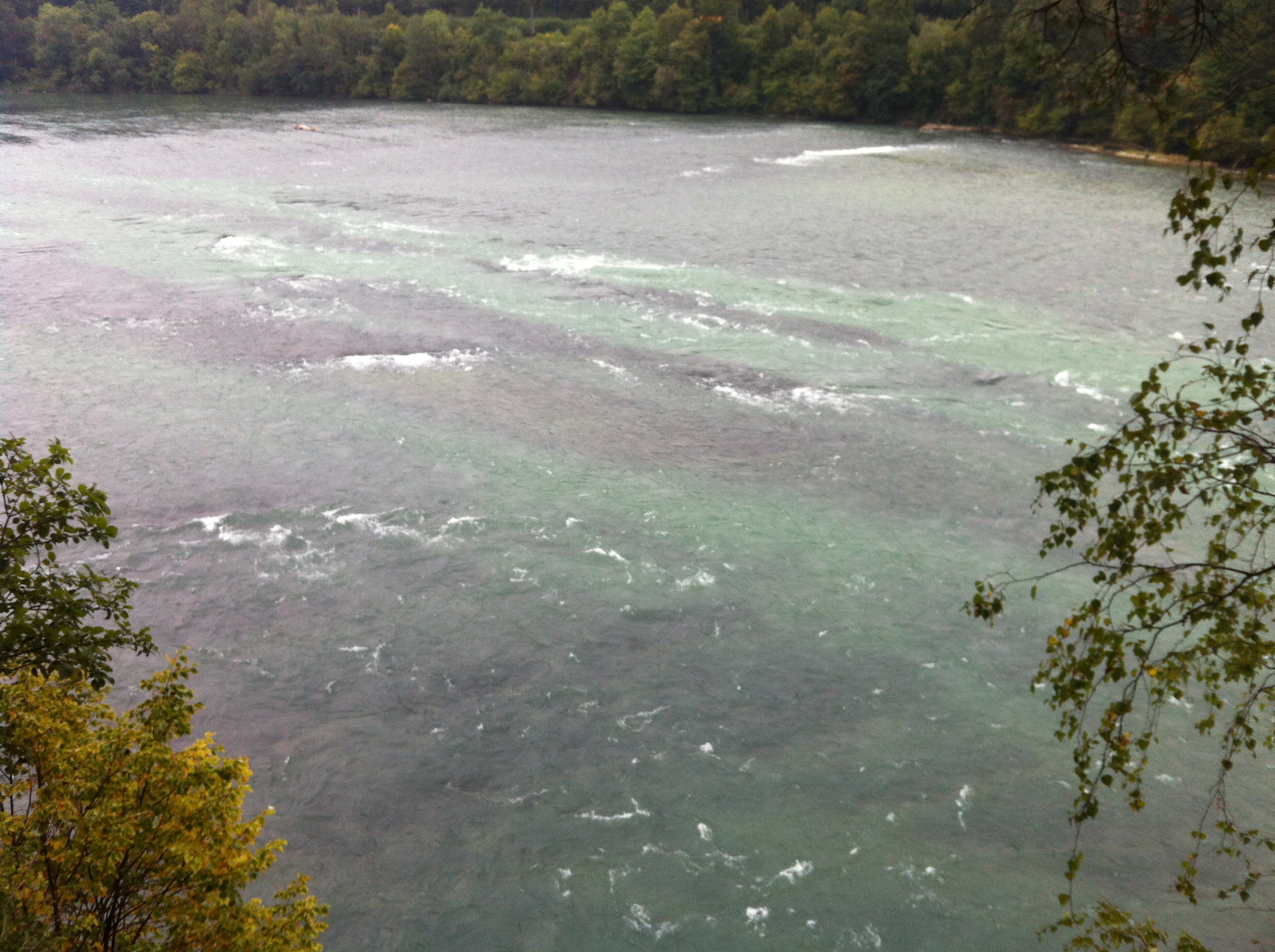
Gesteins- und Plattenstrukturen vom Hochufer aus, September 2020

Der Rhein bildet hier in der Flussmitte die Grenze zwischen Deutschland und der Schweiz. Am Schweizer Ufer entlang führt neben der Hauptstrasse 7 die Bahnstrecke Winterthur–Koblenz der SBB. Das deutsche Ufer ist im Zusammenhang mit der nahe gelegenen Mündung der Wutach in den Rhein als Naturschutzgebiet ausgewiesen.
Der Ettikoner Lauffen und der Rheinfall waren bis in die 1960er Jahre die einzigen noch intakten Stromschnellen im Rhein zwischen Schaffhausen und der Rheinmündung in den Niederlanden. Bei Niedrigwasser sind hier die Felsen und Platten des Muschelkalk im Wasser sichtbar.
Die Stelle wurde in der Frühzeit auch als Furt benutzt. Ein „vorgeschichtlicher Handelsweg, welcher von Massalia (= Marseille) der Rhone entlang aufwärts und durch das Schweizer Mittelland zur Donau führte“, musste irgendwo den Rhein passieren: „Es gab nur eine Furt, wo dieser Weg über den Hochrhein führen konnte, und das war der Kleine Laufen bei Ettikon.“

## Geschichte
„Eine alte Überlieferung aus der Völkerwanderungszeit berichtet,“ – so schreibt der Heimatforscher Emil Müller-Ettikon weiter –, „daß die Stämme der Kimbern und Teutonen über die Riffe des Laufen eine rohe Brücke bauten und hier den Strom mit Vieh und Wagen überquerten.“

### Wanderzug der Kimbern
Das Hauptmotiv der Wanderung – so nimmt die moderne Forschung an –, waren klimatische Veränderungen. Das Wetter in den nördlichen Regionen Europas verschlechterte sich in den letzten Jahrhunderten vor Christi Geburt rapide: „Manche Theorien sprechen davon, daß die Durchschnittstemperaturen im zweiten vorchristlichen Jahrhundert 2,5 Grad Celsius unter den Mittelwerten von heute gelegen habe. […] Fest steht, daß die Eisberge und Gletscher wuchsen, daß die Winter hart und die Sommer kurz und naßkalt wurden […] eine Notlage, die sich von Jahr zu Jahr verschlimmerte. Eine Sturmflutkatastrophe, die wahrscheinlich 115 v. Chr. über Jütland, Schleswig-Holstein und die Friesische Nordseeküsste hereinbrach, dürfte den Ausschlag gegeben haben.“
Die Kimbern siedelten in Jütland, von den Römern kimbrische Halbinsel genannt, die Teutonen siedelten südwestlich von ihnen in Friesland, sie zogen zuerst nach Gallien. Die Kimbern wanderten die Elbe flussaufwärts, „von Böhmen zur Donau und dann über halb Österreich […] in die Steiermark und nach Kärnten“. Hier geraten sie in den römischen Machtbereich, werden in einen Hinterhalt gelockt, doch schlagen sie überraschend das römische Heer in der  Schlacht bei Noreia (113 v. Chr.). Dennoch macht der Stamm kehrt – die Römer lassen sich nicht aufrichtig auf Verhandlungen um Siedlungsland ein. Zurück über die Alpen zum Main, wo sie auf die Teutonen treffen und zusammen nach Südfrankreich ziehen, besiegen sie dort ein weiteres römisches Heer. Auch hier gibt es keine Verhandlungsergebnisse. Weitere zehn Jahre sind sie getrennt in Gallien und bis in spanische Grenzregionen unterwegs.
102 v. Chr. entschlossen sich beide Völker – die Ambronen kamen noch hinzu – Italien direkt anzugreifen: Die Teutonen entlang der Rhone-Route und die Kimbern zogen östlich des Schwarzwaldes über die Hochrhein-Furt zum Brennerpass. Insofern irrt der Heimatforscher Müller-Ettikon – es waren nicht die „Kimbern und Teutonen“, die über den Lauffen zogen. diesen Weg nahmen nur die Kimbern.
Doch der neue römische Heerführer Gaius Marius zog den Teutonen „entgegen und vernichtete ihr Heer bei Aquae Sextiae, dem heutigen Aix en Provence.“ (Spätherbst 102 v. Chr.). Die Familien wurden versklavt. Die Kimbern schlugen nach ihrer Alpenüberquerung im Winter eine römische Truppe bei Verona, verloren jedoch viel Zeit mit der Belagerung von Städten und Plünderungen des Landes. Im Sommer 101 v. Chr. schlug sie Marius bei Vercellae: „Die Germanen kämpften so tapfer, daß noch Generationen später ihr Kriegsruhm im römischen Volk lebendig war.“
Überliefert ist, dass die Kimbern auf ihrem letzten Weg „bis zum Brenner einen Teil ihres Trosses, also viele Familien, unter militärischer Bedeckung zurückließen.“ Vermutlich sind hauptsächlich Krieger – nach der Neujahrsnacht am Hochrhein – im Winter über die Alpen gezogen. Es hätten sich somit 100 Jahre vor der römischen Besetzung der Nordschweiz und dem Hochrheingebiet germanische Volksgruppen dort assimiliert.

### Römerzeit

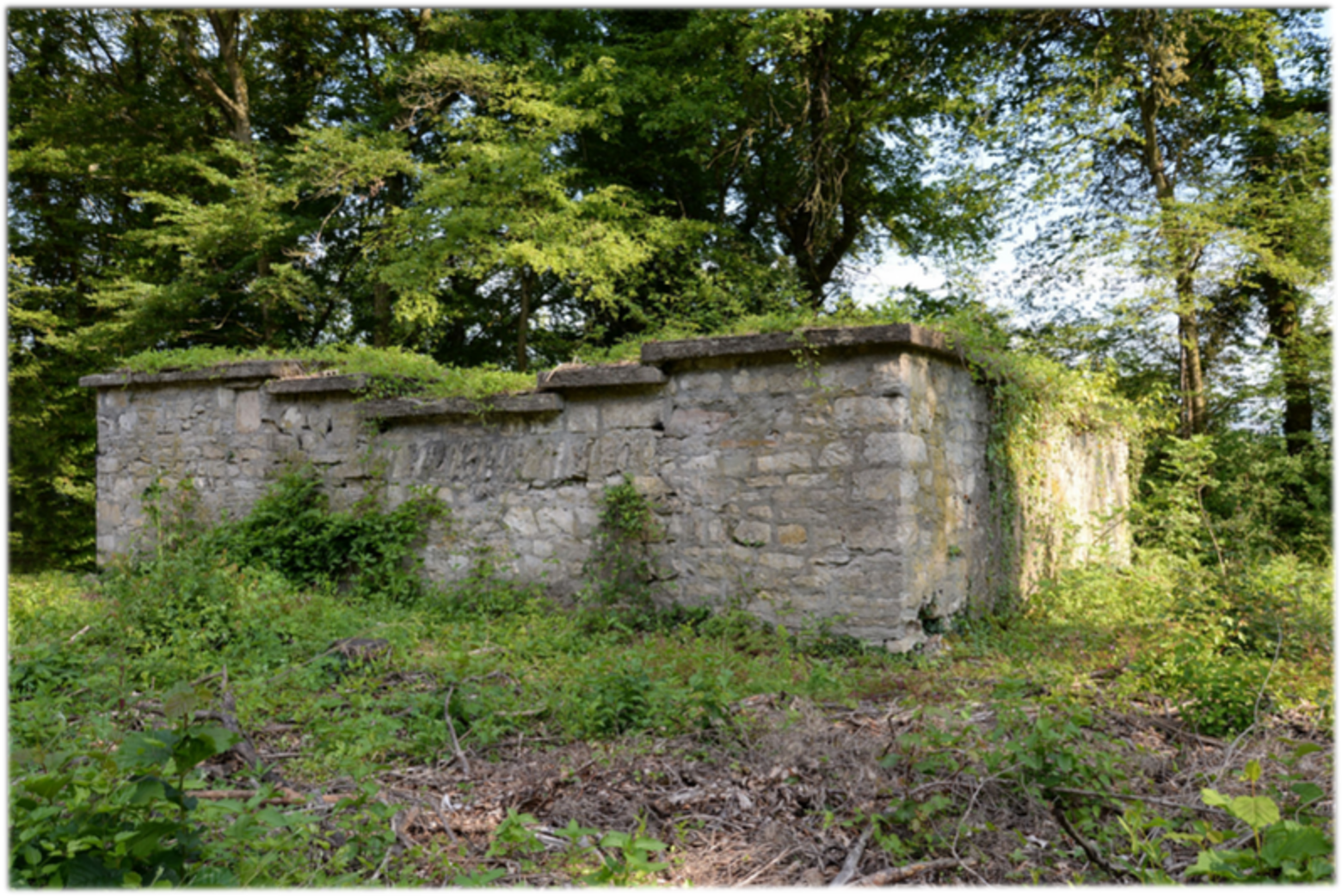
Fundament des Wachturms Koblenz-Kleiner Laufen

15. v. Chr. besetzten die Römer nach systematischen Feldzügen gegen die Bergvölker der Alpen, die immer wieder in Norditalien einbrachen, das Schweizer Mittelland bis über den Hochrhein (Römerlager Dangstetten). Durch den dann erfolgenden Brückenbau verlor die nur zeitweise benutzbare Furt ihre Bedeutung.
Im 4. Jahrhundert n. Chr. waren die Römer wieder auf dem Rückzug und befestigten gegen die Alamannen das südliche Hochrheinufer – mit einer Kette von Wachtürmen: Gut erhalten sind die Grundmauern eines im Jahr 371 errichteten und 2014 sanierten spätrömischen Burgus, der sich rund einen Kilometer östlich des heutigen Dorfes beim Kleinen Lauffen befand und den Namen summa rapida («(an) der Schnelle») trug. Emil Müller-Ettikon übersetzt summa rapida mit „obere Schnellen“, wobei er „summa = Das Ganze“ als ‚alle Schnellen‘ interpretiert, womit dann die letzte in der Reihe vor dem Rheinfall gemeint sei.
Nach dem Rückzug der Römer im ersten Jahrzehnt des 5. Jahrhunderts wurde die Region nur langsam durch die Alamannen besiedelt. Zwar war die Rheinbrücke zwischen Bad Zurzach und Rheinheim in Küssaberg zerstört, doch wurden nun Fährverbindungen in Kadelburg und Reckingen benutzt.

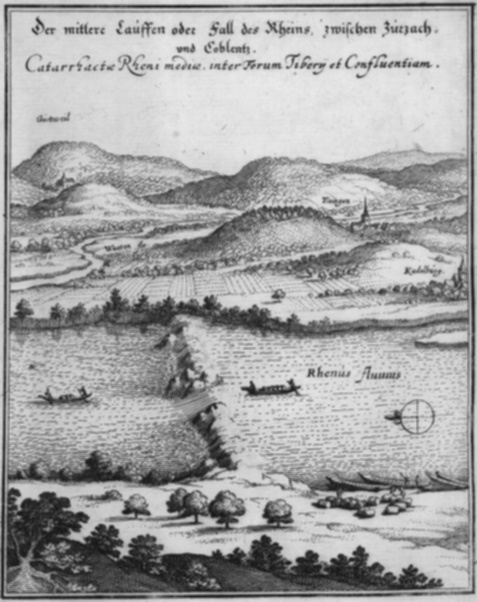
Zeichnung einer ursprünglichen Ansicht des Lauffen (Merian 1654)

In den folgenden Jahrhunderten war der Lauffen ein Gefahrenstelle für den Schiffsverkehr.

### Kraftwerksbau
Nach längeren Planungen wurde 1963 der Bau eines Flusskraftwerks begonnen. „Die günstigsten Verhältnisse für das Maschinenhaus und das Stauwehr (waren) durch den Felsengrund im mittleren Teil der Stromschnellen vorhanden.“ Dem Stollen lagen jedoch noch Felsen im Weg: „Am Mittwoch, den 14. April 1965, genau um 16.03 Uhr, wurde von den Mineuren das letzte, 1,40 m starke Gesteinswerk, das den Stollen noch verschloß, gesprengt.“ Doch schon bald entschlossen sich die Betreiber trotz 15 Millionen DM in das Werk verbauten Kapitals, den Bau einzustellen. Nach Müller-Ettikon: weil „ihnen der Strom billiger kam, wenn sie statt Wasserkraftwerke ihre Atommeiler bauten.“

## Freizeitnutzung
Der Lauffen bei Ettikon ist ein beliebtes Ausflugsziel. Das Ufer und die schöne Natur verlockte schon manchen Schwimmer, sich in Gefahr zu begeben. Auch Kanufahrer unterschätzen oft die Gefahr der Riffe und Strudel und so gab es hier schon Todesopfer. Das Baden und damit auch das Befahren auf deutscher Seite ist verboten. Ein Teil des Uferbereichs ist als Treffpunkt für FKK-Anhänger bekannt.